# 1859年哲學
1859年哲學事件  

## 著作
- 约翰·斯图尔特·密尔 - 论自由
- 查尔斯·达尔文 - 物种起源

## 出生
- 1月13日 - 科斯蒂斯·帕拉马斯 ，死於1943年。
- 4月8日 - 埃德蒙德·胡塞爾 ，死於1938年。[1]
- 10月18日 - 亨利·柏格森 ，死於1941年。
- 10月20日 - 约翰·杜威 ，死於1952年。
- 1月6日 – 塞繆爾·亞歷山大（英语：Samuel Alexander），英國哲學家，死於1938年。
- 2月12日 - 埃米勒·邁爾森（英语：Émile Meyerson），法國哲學家和化學家，死於1933年。
- 5月30日 - 皮埃尔·让内（英语：Pierre Janet），法國心理學家和哲學家，死於1947年。
- 6月2日 – 克里斯蒂安·冯·厄棱费尔， 奧地利哲學家，死於1932年。
- 11月12日 - 路德維希·史坦（德语：Ludwig Stein），匈牙利哲學家、拉比、和平主義者、社會學家和記者 ，死於1930年。
- 11月22日 – 保羅·德賈斯丁（英语：Paul Desjardins），法國哲學家和語言學家，死於1940年。

## 死亡
- 4月16日 - 亞歷西斯·托克維爾 ，生於1805年。
- 5月6日 - 亚历山大·冯·洪堡 ，生於1769年。
- 10月27日 – 恩斯特·弗里德里希·阿佩爾特（英语：Ernst Friedrich Apelt）, 德國哲學家，生於1812年。
- 12月1日 – 約翰·奧斯丁（英语：John_Austin_(legal_philosopher)），英國法學家和哲學家，生於1790年。